# Audrey Amiel
Pour les articles homonymes, voir Amiel.

a Compétitions nationales et continentales officielles uniquement.

b Matchs officiels uniquement.
Audrey Amiel, née le 3 mars 1987 à Nîmes, est une joueuse française de rugby à XV et de rugby à sept.

## Biographie
Après avoir suivi la section sport-étude judo au Lycée Jean-Mermoz de Montpellier, Audrey Amiel se tourne vers le rugby. Devenue sapeur-pompier, elle joue en Championnat de France féminin de rugby à XV avec le MHR de 2008 à 2014, tout en s'initiant au rugby à sept. Finalement, elle opte définitivement  pour le seven. Elle connaît sa première sélection en équipe de France de rugby à sept féminin en 2008 lors du tournoi de Dubaï remporté par les Françaises. Elle fait partie du groupe disputant les Jeux olympiques d'été de 2016 à Rio de Janeiro.

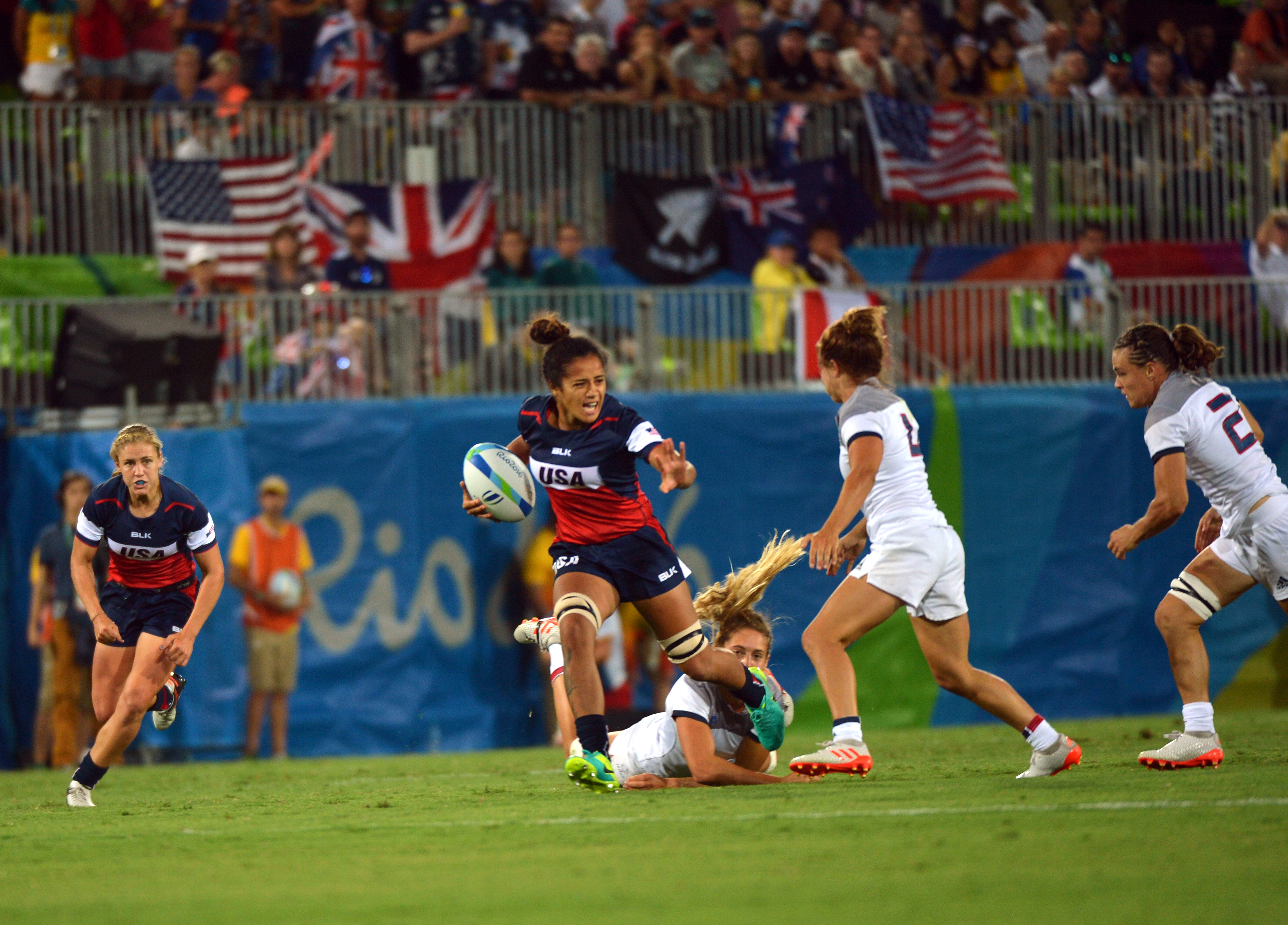
Audrey Amiel, à l'extrème droite, lors des Jeux de Rio